# 灣景中心大廈

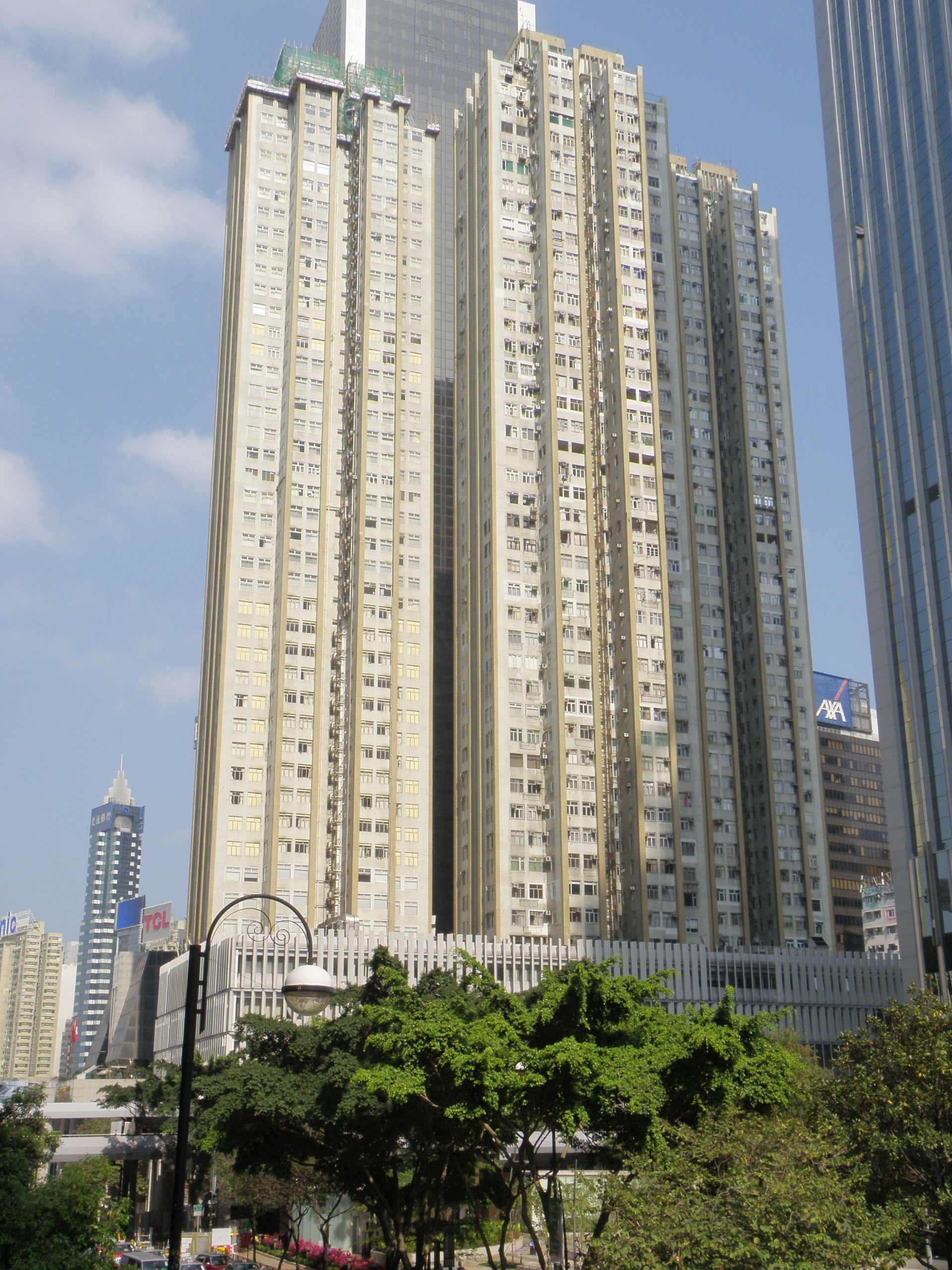
灣景中心大廈

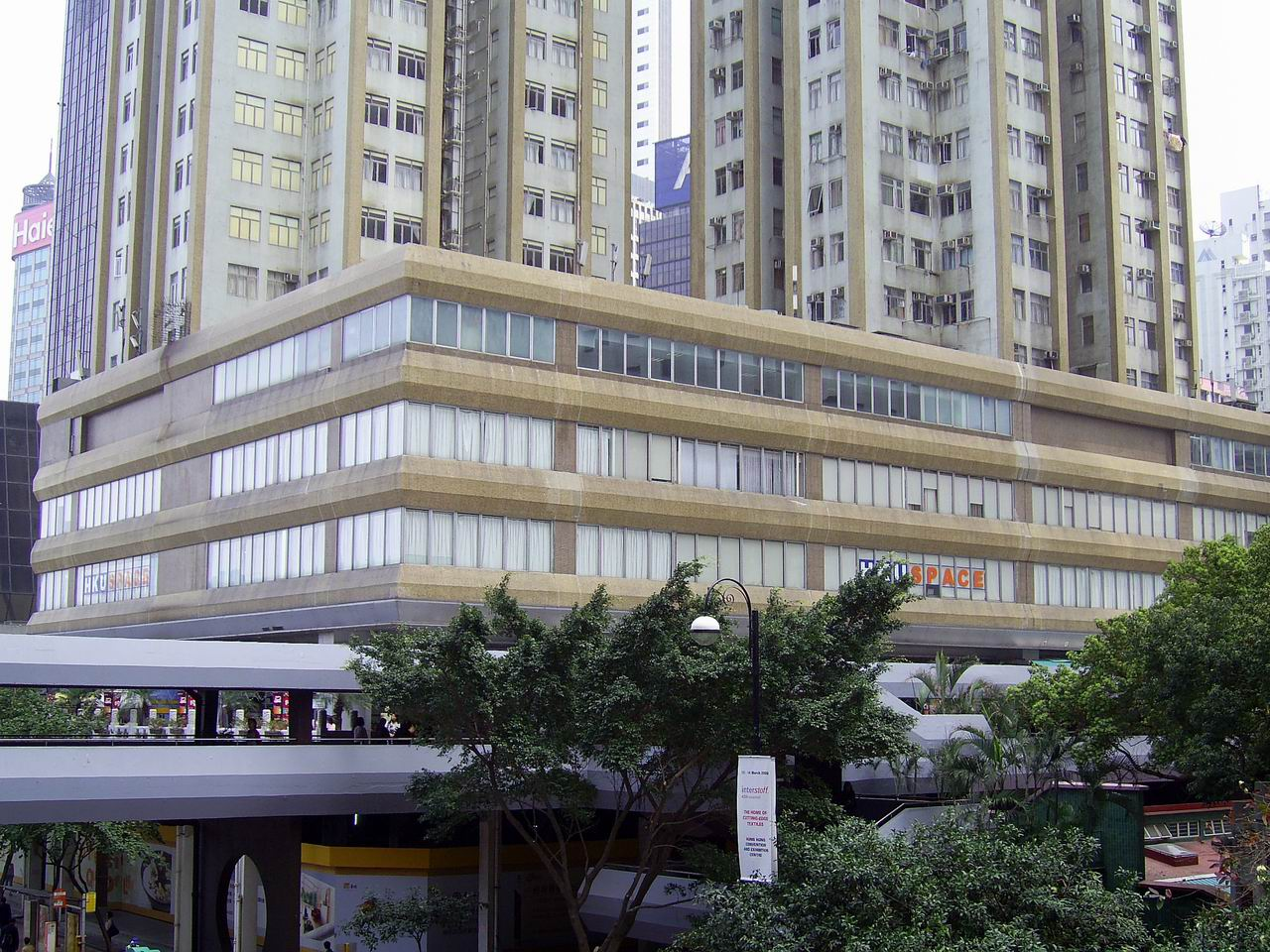
翻新前灣景中心大廈基座

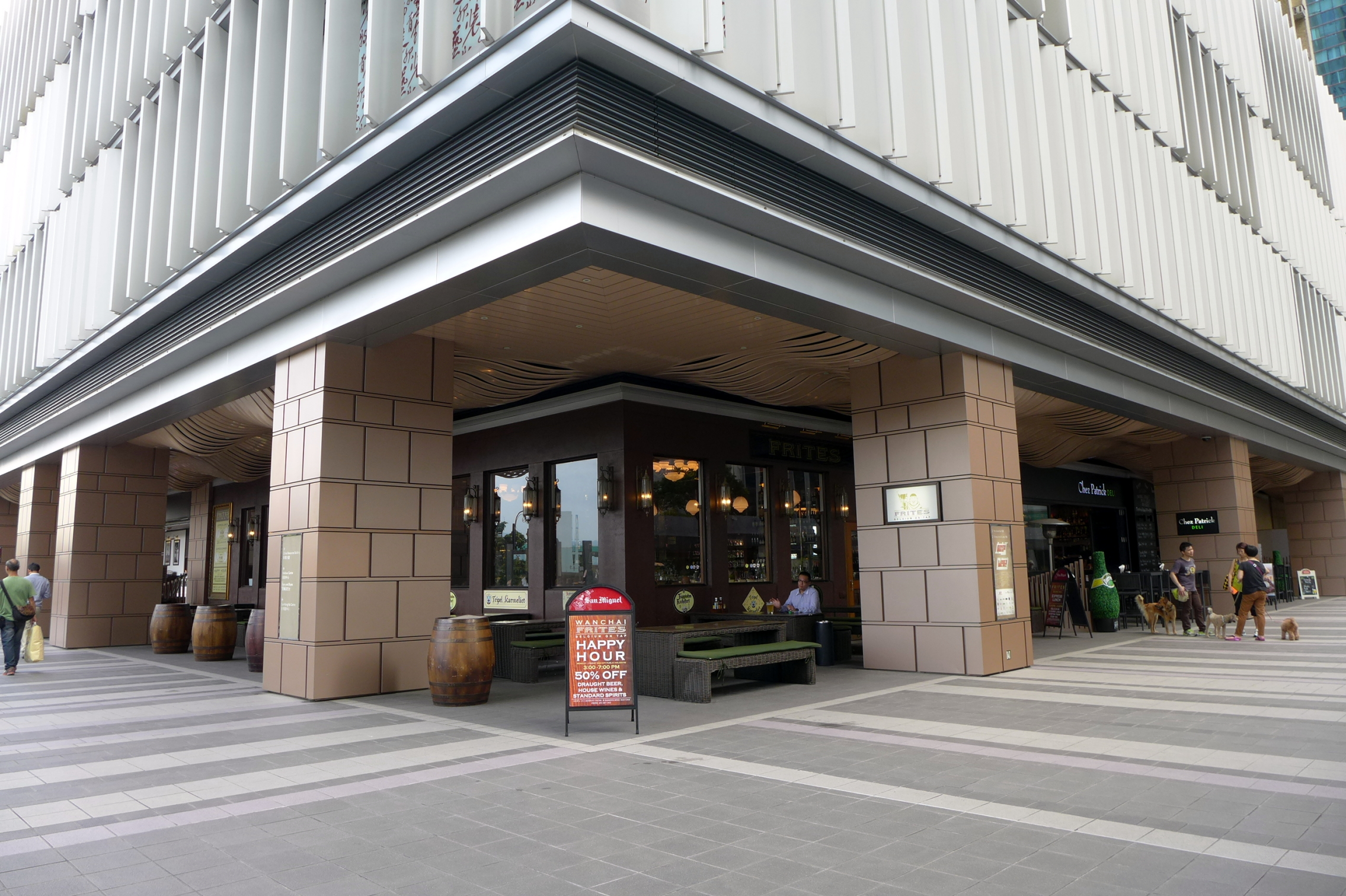
翻新後灣景中心平台酒吧西餐廳區

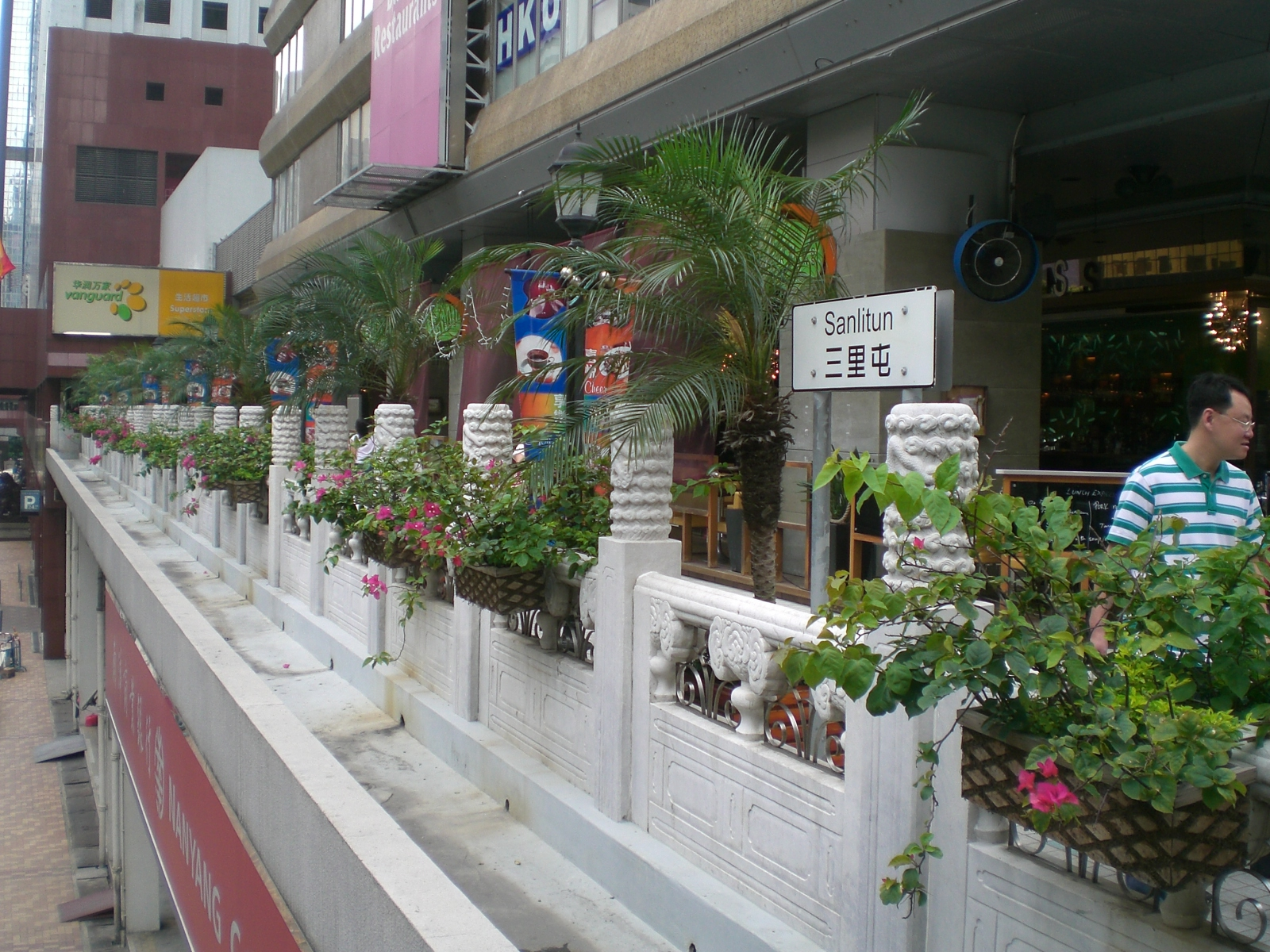
翻新前灣景中心大廈平台酒吧西餐廳區

灣景中心大廈（英語：Causeway Centre），是一個香港的私人住宅屋苑，位於香港島灣仔北灣仔北行人平台上的，由怡華置業有限公司、益新置業有限公司及益大發展有限公司合作發展，由周星樾建築師事務所設計，建利建築公司承建，於1979年5月入伙（46年樓齡）。建築物有A、B、C共三幢，其中A座早在入伙前已經被華潤集團整幢買下，每幢樓高42層，隔火及機電層位於23-24樓之間，一層8伙，物業管理是華潤集團的子公司。
灣景中心大廈位於灣仔區主要的商業區，鄰近全部都是甲級商業寫字樓，而且鄰近維多利亞港，全部都是地標。灣景中心大廈上層全是約400至500平方呎的小型單位，平均呎價比起同區其他住宅為高，當中以最近海傍的A座（木棉花公寓）更是一直沒有一戶住客轉售過，所以灣景中心大廈可謂是小型家庭的「豪宅」。 

## 商場
以前，灣景中心大廈地下商場是大牌檔式的港式小食店、外賣店及茶餐廳，食客是附近工作的文職人員及建築工人。香港大學專業進修學院曾在此設立分校。
在2008年，灣景中心的商場已經改裝，新租戶包括中國銀行、中信銀行（國際）、恆生銀行、南洋商業銀行及一間新品牌的超級市場VOle'。 
灣景中心3樓設有高級私人會所「吉祥薈」，內有中式食肆「隨緣匯」，該會所只供會員使用，但會員可帶同朋友入場，該處所於2021年3月發生保安局高官出席涉性侵晚宴事件，香港特區政府一直沒有披露有保安局副局長區志光、入境處長區嘉宏、海關關長鄧以海接受恒大集團管理層豪華款待，不但集體違反防疫禁令，並有晚宴出席者牽涉當晚的一宗強姦案，以及涉嫌公職人員行為失當，該罪案直至7月7日被傳媒揭發。
灣景中心大廈的行人平台上是三里屯，它是仿北京三里屯酒吧街。

## 鄰近
- 華潤大廈
- 新鴻基中心
- 鷹君中心
- 海港中心
- 港灣道體育館
- 港灣道花園
- 香港會議展覽中心
- 中環廣場
- 香港君悅酒店
- 舊灣仔警署
- 聯合鹿島大廈